# The Last of Us (ТВ серија)
The Last of Us је америчка телевизијска серија коју су створили Крејг Мазин и Нил Дракман за HBO. Темељи се на истоименој видео-игри коју је развио Naughty Dog. Радња се одвија у блиској будућности, у јеку пандемије коју је проузроковала гљивична инфекција због које људи постају зомбији и прати Џоела (Педро Паскал), шверцера који има задатак да одведе тинејџерку Ели (Бела Ремзи) преко постапокалиптичних САД.
Прва сезона је снимљена између јула 2021. и јуна 2022. у Алберти, а друга између фебруара и августа 2024. у Британској Колумбији. Једна је од најскупљих телевизијских серија икада произведених. Прва је HBO серија која се темељи на видео-игри и прва коју су заједно произвели Sony Pictures Television, PlayStation Productions, Naughty Dog, The Mighty Mint и Word Games. Прва сезона се састоји од девет епизода, по сценарију Мазина и Дракмана. Композитор музике за игру Густаво Сантаолаља поновио је улогу композитора и за серију, а придружио му се и Дејвид Флеминг.
Премијера је емитована 15. јануара 2023. у САД, односно дан касније у Србији. Добила је позитивне рецензије критичара, који су похвалили глумачку поставу, сценарио, продукцију и музику, а неколико их је сматрало једном од најбољих адаптација видео-игара. Преко линеарних канала и платформе HBO Max, премијеру је одгледало преко 40 милиона гледалаца током прва два месеца, поставши једна од најгледанијих серија икада. Премијера друге сезоне је емитована 13. априла 2025. године, док је трећа сезона тренутно у фази развоја.

## Улоге
| Глумац             | Улога       |
| ------------------ | ----------- |
| Педро Паскал       | Џоел        |
| Бела Ремзи         | Ели         |
| Нико Паркер        | Сара        |
| Џон Хана           | др Њуман    |
| Мерл Дандриџ       | Марлин      |
| Џош Бренер         | Мари        |
| Кристофер Хејердал | др Шоенхајс |
| Брендан Флечер     | Роберт      |
| Ана Торв           | Тес         |
| Габријел Луна      | Томи        |
| Кристина Хаким     | Ратна       |
| Ник Оферман        | Бил         |
| Мари Бартлет       | Френк       |
| Ламар Џонсон       | Хенри       |
| Мелани Лински      | Кетлин      |
| Кајвон Вудард      | Сем         |
| Џефри Пирс         | Пери        |
| Џон Гец            | Елделстајн  |
| Рутина Весли       | Марија      |
| Грејам Грин        | Марлон      |
| Елејн Мајлс        | Флоренс     |
| Сторм Рид          | Рајли       |
| Скот Шеперд        | Дејвид      |
| Трој Бејкер        | Џејмс       |
| Ешли Џонсон        | Ана         |

## Епизоде
| Сезона | Сезона | Епизоде | Епизоде | Оригинално емитовање | Оригинално емитовање |
| Сезона | Сезона | Епизоде | Епизоде | Премијера            | Финале               |
| ------ | ------ | ------- | ------- | -------------------- | -------------------- |
|        | 1.     | 9       | 9       | 15. јануар 2023.     | 12. март 2023.       |
|        | 2.     | 7       | 7       | 13. април 2025.      | 25. мај 2025.        |

### 1. сезона (2023)
| Бр. еп. (укупно) | Бр. еп. (у сезони) | Наслов                    | Редитељ        | Сценариста                | Премијера                           | Гледаност у САД (милиони) |
| ---------------- | ------------------ | ------------------------- | -------------- | ------------------------- | ----------------------------------- | ------------------------- |
| 1                | 1                  | Кад се изгубиш у тами     | Крејг Мазин    | Крејг Мазин и Нил Дракман | 15. јануар 2023. 16. јануар 2023.   | 0,588                     |
| 2                | 2                  | Заражени                  | Нил Дракман    | Крејг Мазин               | 22. јануар 2023. 23. јануар 2023.   | 0,633                     |
| 3                | 3                  | Дуго, дуго                | Питер Хоар     | Крејг Мазин               | 29. јануар 2023. 30. јануар 2023.   | 0,747                     |
| 4                | 4                  | Молим те, држи ме за руку | Џереми Веб     | Крејг Мазин               | 5. фебруар 2023. 6. фебруар 2023.   | 0,991                     |
| 5                | 5                  | Издржати и преживети      | Џереми Веб     | Крејг Мазин               | 12. фебруар 2023. 13. фебруар 2023. | 0,382                     |
| 6                | 6                  | Род                       | Јасмила Жбанић | Крејг Мазин               | 19. фебруар 2023. 20. фебруар 2023. | 0,841                     |
| 7                | 7                  | Остављени                 | Лајза Џонсон   | Нил Дракман               | 26. фебруар 2023. 27. фебруар 2023. | 1,083                     |
| 8                | 8                  | Кад смо у невољи          | Али Абаси      | Крејг Мазин               | 5. март 2023. 6. март 2023.         | 1,039                     |
| 9                | 9                  | Потражи светло            | Али Абаси      | Крејг Мазин и Нил Дракман | 12. март 2023. 13. март 2023.       | 1,040                     |

### 2. сезона (2025)
| Бр. еп. (укупно) | Бр. еп. (у сезони) | Наслов           | Редитељ           | Сценариста                            | Премијера                       | Гледаност у САД (милиони) |
| ---------------- | ------------------ | ---------------- | ----------------- | ------------------------------------- | ------------------------------- | ------------------------- |
| 10               | 1                  | Будући дани      | Крејг Мазин       | Крејг Мазин                           | 13. април 2025. 14. април 2025. | 0,938                     |
| 11               | 2                  | Кроз долину      | Марк Мајлод       | Крејг Мазин                           | 20. април 2025. 21. април 2025. | 0,643                     |
| 12               | 3                  | Пут              | Питер Хоар        | Крејг Мазин                           | 27. април 2025. 28. април 2025. | 0,768                     |
| 13               | 4                  | Дан први         | Кејт Херон        | Крејг Мазин                           | 4. мај 2025. 5. мај 2025.       | 0,774                     |
| 14               | 5                  | Осети њену љубав | Стивен Вилијамс   | Крејг Мазин                           | 11. мај 2025. 12. мај 2025.     | 0,652                     |
| 15               | 6                  | Цена             | Нил Дракман       | Нил Дракман, Халеј Грос и Крејг Мазин | 18. мај 2025. 19. мај 2025.     | 0,701                     |
| 16               | 7                  | Тачка укрштања   | Нина Лопез Корадо | Нил Дракман, Халеј Грос и Крејг Мазин | 25. мај 2025. 26. мај 2025.     | 0,680                     |